# آدم روبرتس (عالم سياسة)
آدم روبرتس (بالإنجليزية: Adam Roberts)‏ هو عالم سياسة بريطاني، ولد في 29 أغسطس 1940 في Penrith, Cumbria ‏ في المملكة المتحدة.

## وصلات خارجية
- آدم روبرتس على موقع إن إن دي بي (الإنجليزية)